# Beata Olga Kowalska
Beata Olga Kowalska (ur. 29 kwietnia 1966 we Wrocławiu) – polska aktorka filmowa i teatralna, choreografka.

## Życiorys
Jest absolwentką krakowskiej PWST, którą kończyła we wrocławskiej filii w 1991. Pracę w teatrze rozpoczęła jeszcze na studiach. W 1991 została zatrudniona w Teatrze Nowym w Łodzi. Cztery lata później związała się z łódzkim Teatrem Powszechnym. Występowała również w Teatrze Muzycznym w Gdyni, a także w Teatrze Muzycznym „Roma” (m.in. w musicalu Mamma Mia!). Jest dwukrotną laureatką Przeglądu Piosenki Aktorskiej we Wrocławiu oraz nagrody Prezydenta Miasta Łodzi. Popularność na szklanym ekranie zyskała dzięki roli doktorowej w serialu TVP1 Ranczo.
W 2017 zajęła czwarte miejsce w finale ósmej edycji programu rozrywkowego Polsatu Twoja twarz brzmi znajomo. W latach 2021–2022 prowadziła program Magia nagości. Polska w Zoom TV. W 2024 została uczestniczką 27. edycji programu rozrywkowego Polsatu Dancing with the Stars. Taniec z gwiazdami.

## Filmografia
- 1993: Lepiej być piękną i bogatą (Obsada aktorska)
- 1999–2009: Klan jako Viola Pastuszko, kierowniczka działu mody miesięcznika „High Life”
- 2001: Pokolenie 2000 jako reporterka
- 2001: Cisza jako sekretarka Mimi
- 2002–2010: Samo życie jako Martyna Królikowska, matka Alberta, szkolnego kolegi Maćka Kubiaka
- 2003: Wysłannicy Gai (Obsada aktorska odc. 2 i 4)
- 2003–2005: Sprawa na dziś jako sędzia Ewa Andrzejewska, matka Jarka
- 2004–2005: Na Wspólnej jako Natalia Kalicka
- 2004: Na dobre i na złe jako reporterka Ewa Fink (odc. 168)
- 2005–2007: Plebania jako Ula, żona Marka
- 2006–2009, 2011–2016: Ranczo jako Dorota Wezółowa
- 2006: M jak miłość jako Ania Kozakiewicz, koleżanka Marty Mostowiak (odc. 436 i 446)
- 2007: Ranczo Wilkowyje jako Dorota Wezółowa
- 2010: Ludzie Chudego jako Jola, żona podejrzanego (odc. 9 i 10)
- 2014–2021: Ojciec Mateusz jako lekarka policyjna
- 2020: Leśniczówka jako sędzia (odc. 264, 265)
- 2021: Świat według Kiepskich jako Grażyna Sambor (odc. 580)
- 2021–2022: Magia nagości. Polska (program TV) jako prowadząca

## Polski dubbing
- 2001–2003: Bliźniaki Cramp
- 2001: Abrafax i piraci z Karaibów – Brabax
- 2002: Wyspa skarbów – Mama Jima
- 2004: Dziadek do orzechów – Klara / Matka
- 2004: Karolek i przyjaciele
- 2006: Ostateczni mściciele
- 2007: Niezwyciężony Iron Man
- 2015: Niech żyje król Julian – Masikura
- 2016: Overwatch – Komentator, Atena
- 2016: Bogowie Egiptu – Bogini Hathor
- 2018: She-ra i księżniczki mocy – Shadow Weaver/Light Spinner
- 2019: Pinokio –
  - Pinokio,
  - Starsza Wróżka